# 敘事認同
敘事認同理論（Narrative identity，又稱敘事身份理論），是假設個人通過將他們的生活經歷整合到一個內化的、不斷發展的自我故事中來形成一種身份認同，從而為個人提供一種統一感和生活目標。這種生活敘事整合了一個人重建的過去、感知的現在和想像的未來。此外，這種敘述是一個故事——它有人物、情節、意象、背景、情節和主題，並且通常遵循故事的傳統模式，有開始（開始事件）、中間（嘗試和結果）、和結束（結局）。敘事身份認同是跨學科研究的重點，深深植根於心理學。
近幾十年來，關於敘事身份認同的心理學研究激增，為該結構提供了強有力的經驗基礎，跨越了包括人格心理學、社會心理學、發展心理學、認知心理學、文化心理學、臨床心理學以及諮商心理學等領域。